# Stille Sejm
De Stille Sejm is de naam die wordt gegeven aan de bijeenkomst van de Pools-Litouwse Sejm die samenkwam op 1 februari 1717 in de hoofdstad Warschau. De gegeven naam wijst op het gelimiteerde aantal personen die toegelaten werden te spreken en het algemene zwijgen van deze bijeenkomst waarop streng werd toegezien door Russische troepen. Eveneens was het een van de eerste geconfedereerde Sejms, wat betekende dat Poolse edelen het Liberum Veto niet meer konden gebruiken en men dus via een gewone meerderheid stemde. De aanleiding tot deze gebeurtenis was een burgeroorlog tussen August II van Polen en de Tarnogród Confederatie gesteund door de Russische Tsaar Peter de Grote. De Stille Sejm zou een einde maken aan de pogingen van August II van Polen om van het land een absolute monarchie te maken en zou de macht van de koning in de toekomst nog meer inperken. Deze Sejm zou eveneens het begin zijn van een groeiende Russische invloed binnen het Pools-Litouwse Gemenebest.

## Achtergrond

### Pogingen tot centralisatie.
Op het moment van de verkiezing van August II van Wettin tot koning van het Gemenebest was de centrale macht in het koninkrijk Polen-Litouwen sterk afgenomen. Voorgangers hadden in de turbulente jaren voor zijn kroning veel van hun macht moeten delegeren naar de adelstand die in feite bijna zo goed als autonoom was geworden. De Gouden Vrijheden zorgde ervoor dat de adel een ruim assortiment van privileges verkreeg waaronder het verkiezen van een koning, het bijeenkomen in een Sejm en zelfs het recht legaal in opstand komen of vormen van gewapende coalities wanneer zij vonden dat hun rechten door hun soeverein werden geschonden. Dit alles maakte het voor de koning zeer moeilijk om efficiënt te besturen buiten zijn eigen kroondomeinen en elke beslissing kon worden teruggefloten door ontevreden edelmannen. Augustus II was echter eveneens keurvorst van Saksen, een gecentraliseerde Duitse staat binnen het Heilig Roomse Rijk, en wenste zijn invloed op de Poolse troon te versterken door de macht van de koning uit te breiden. Eveneens wou hij de positie van het Pools-Litouwse Gemenebest binnen Europa versterken door het land te voorzien van een slagkrachtige centrale macht. Een belangrijke stap hierbij was het erfelijk maken van het koningschap. Niet lang na het bestijgen van de troon probeerde hij steun te vinden voor deze hervorming. Echter kreeg hij te maken met een sterke oppositie en in 1706 moest hij zelfs onder druk van Zweedse legers de troon afstaan aan Stanisław Leszczyński wat een streep trok door zijn absolutaire ambities. Na zijn restauratie als koning in 1709 ondernam hij echter weer een poging tot centralisatie en probeerde hij opnieuw zijn dynastie neer te zetten als erfgenamen van de Poolse troon. Na enkele mislukte diplomatische pogingen besloot hij in de zomer van 1714 een leger uit Saksen te laten overkomen om de steeds aanhoudende opstanden van de edellieden de kop in te drukken. Dit veroorzaakte echter een enorme verontwaardiging onder de Poolse adel die in deze daad een schending van zowel hun rechten zagen als een inbreuk op de soevereiniteit van het land zelf.

### Russische inmenging
Peter de Grote, die als grote overwinnaar uit de Grote Noordse Oorlog was gekomen, wilde graag zijn invloed uitbreiden in het Pools-Litouwse Gemenebest. Hij was wantrouwig tegenover de pogingen van August II om van het Pools-Litouwse Gemenebest terug een sterke Europese speler te maken die eventueel de invloed van het Russische keizerrijk op haar pasveroverde gebieden kon tenietdoen. Daarom besloot Peter in het jaar 1715 steun te beloven aan de edelen die in opstand kwamen tegen het directe gezag van August. zowel in fondsen als in directe militaire steun. Deze belofte zette een substantieel deel van de Poolse edelen aan tot het vormen van een confederatie (Dit recht werd hun toegezegd in de Gouden Vrijheden) die later bekend zou komen te staan als de Tarnogród Confederatie in november dat jaar. Deze confederatie bestond uit het grootste deel van het leger van het Gemenebest en zou het in de komende maanden moeten opnemen tegen een coalitie van Saksische troepen en Poolse loyalisten. In het jaar 1716 vonden er verschillende schermutselingen plaats tussen beide partijen waarbij de Saksische strijdmacht superieur bleek tegenover de strijdmacht van de Tarnogród Confederatie. De Saksen sloegen erin om Zamość te veroveren waarop de confederatie Poznań innam. Gedurende een jaar kon geen van de partijen een beslissende overwinning behalen op de andere en in november 1716 tekende beide partijen een vredesverdrag.

### Vredesoverleg
Rusland was eind 1715 het land binnen gevallen met een grote strijdmacht maar in plaats van de confederatie te steunen, zoals Peter beloofd had, verbood hij zijn generaals tot het nemen van militaire actie tegen beide partijen en stuurde hij aan tot een diplomatische oplossing. Peter bood aan de bemiddelaar te worden van het conflict en slaagde erin, voornamelijk omdat beide kampen geïntimideerd waren door het grote Russische leger binnen de Poolse grenzen, de strijdende partijen aan de onderhandelingstafel te krijgen. Peter die nu de aribtrator van het conflict was geworden speelde een belangrijke rol in de opstelling en de inhoud van het vredesverdrag waarin beide partijen toegevingen moesten doen. Hij maakte duidelijk dat het niet zijn intenties waren om Polen te annexeren noch om August II af te zetten. Met dit laatste haalde hij zich de woedde van de Tarnogród Confederatie op de hals maar desondanks kwamen de partijen kwamen de partijen op 3 november 1716 tot een akkoord en tekende een vredesakkoord. Hierna werd door August de Sejm bijeengeroepen.